# 可乐村站
可乐村站是昆明地铁4号线的地铁车站，位于中华人民共和国云南省昆明市呈贡区古滇路与呈祥街交叉口，于2020年9月23日开通。

## 车站结构
可乐村站位于古滇路与呈祥街交叉口，沿古滇路设置，呈南北走向，为地下两层岛式站台车站，车站长183米，车站地下一层为站厅层，地下二层为站台层，站台设置全高站台门。
| 地面              | 出入口 | A、B、C、D出入口                                                                                              |
| 地下一层          | 站厅   | 客服中心、自动售票机、验票机                                                                                  |
| 地下二层          | 站台   | \| \| \| █ 4号线往金川路（古城） \| \| 島式 · 開左邊车门 \| \| \| \| \| \| █ 4号线往昆明南火车站（祥丰街） \| |
|                   |        | █ 4号线往金川路（古城）                                                                                       |
| 島式 · 開左邊车门 |        | |
|                   |        | █ 4号线往昆明南火车站（祥丰街）                                                                               |

## 出入口
可乐村站共有4个出入口，各出口及周围设施如下所示：
| 编号                  | 地点 | 建议前往的目的地                         | 照片 |
| --------------------- | ---- | ---------------------------------------- | ---- |
| 出口 · A              |      | 可乐村                                   |      |
| 出口 · B · 升降机标志 |      | 呈贡理想学校、可乐小学、下可乐社区居委会 |      |
| 出口 · C              |      | 可乐村                                   |      |
| 出口 · D              |      | 龙斗壹号                                 |      |
| 註： 設有             |      |                                          |      |

## 车站历史
- 2017年11月30日，车站主体结构封顶[2]。
- 2020年9月23日，车站随4号线通车开通[1]。